# Зарів'я (Крупський район)
Зарів`я (біл. вёска Зароўе) — село в складі Крупського району Мінської області, Білорусь. Село підпорядковане Крупській сільській раді, розташоване в східній частині області.